# 신조정 (나라현)
신조정(新庄町)은 나라현 기타카쓰라기군에 속했던 정이다. 2004년 10월 1일 동군 다이마정과 합병해 가쓰라기시가 되었다. 합병당시 인구는 3만 5000명이였다.

## 역사
고대 야마토국, 닌카이군의 땅이였다.
- 1889년 4월 1일 - 정촌제 시행으로 가쓰게군 15개 촌의 구역을 확대해 신조촌이 성립하였다.
- 1896년 3월 29일 - 기타카쓰라기군으로 변경되었다.
- 1956년 5월 3일 - 미나미가쓰라기군 오시미촌을 편입하였다.
- 2004년 10월 1일 - 다이마정과 합병해 가쓰라기시가 성립하였다. 동일 신조정은 폐지되었다.

## 행정
- 정장 : 요시카와 요시히코 (吉川義彦)